# Marian Brucki

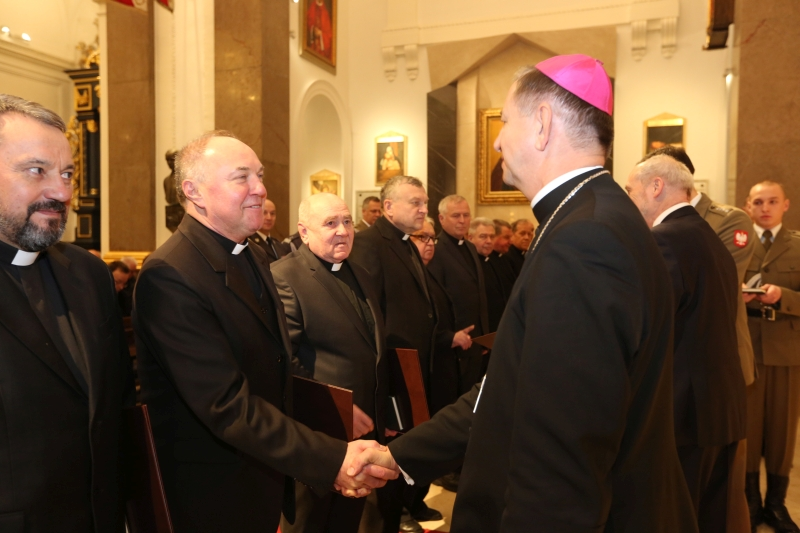
Wręczenie patentu oficerskiego przez biskupa Józefa Guzdka

Marian Andrzej Brucki (ur. 30 listopada 1950 w Droszewie) – polski duchowny rzymskokatolicki, prałat, kanonik honorowy Kapituły Kolegiackiej w Poznaniu.

## Życiorys
W latach 1964–1968 uczęszczał do II Liceum Ogólnokształcącego w Ostrowie Wlkp., gdzie zdał egzamin dojrzałości. W latach 1968–1976 studiował w Arcybiskupim Seminarium Duchownym w Poznaniu. W czasie studiów przez dwa lata odbywał zasadniczą służbę wojskową w Brzegu. 19 maja 1976 w archikatedrze poznańskiej otrzymał z rąk arcybiskupa Antoniego Baraniaka święcenia kapłańskie.
Jako wikariusz pracował w parafiach w: Kąkolewie koło Leszna, Budzyniu, Poniecu, Poznaniu i Ostrowie Wlkp. W maju 1989 został proboszczem Parafii św. Trójcy w Tuchorzy, gdzie w trakcie ponad czteroletniej posługi odnowił dwa kościoły i plebanię. 12 listopada w 1993 został powołany na proboszcza Parafii Najświętszej Marii Panny Wniebowziętej w Śremie, a w lutym 2000 objął funkcję dziekana dekanatu śremskiego. Został kapelanem i honorowym członkiem Kurkowego Bractwa Strzeleckiego w Śremie, kapelanem rzemieślników Cechu Rzemiosł Różnych w Śremie i Koła Łowieckiego nr 74 „Ostoja”, a w 2014 przejął obowiązki kapelana Komendy Powiatowej Policji w Śremie.
Współpracował z grupami duszpasterskimi, Akcją Katolicką, parafialnymi Radą Duszpasterską i Ekonomiczną, Apostolstwem Dobrej Śmierci, zespołami śpiewaczymi oraz Towarzystwem Muzycznym im. Mariana Zielińskiego. Zaangażował się w renowację i upiększanie powierzonych mu kościołów. W kościele farnym przeprowadził przebudowę prezbiterium, malowanie i remont organów, odrestaurowanie ołtarzy (podczas prac konserwatorskich ołtarza głównego fary odkryto polichromie gotyckie z 1517), ambony, stacji drogi krzyżowej, chrzcielnicy, witraży, instalację nowe ogrzewania, nagłośnienia i iluminacji świątyni, a także renowację kościoła z zewnątrz. Dokonał także gruntownej renowacji kościoła pofranciszkańskiego.
W grudniu 1999 za całokształt pracy kapłańskiej arcybiskup Juliusz Paetz uhonorował go godnością kanonika honorowego Kapituły Kolegiackiej w Poznaniu, a w 2007 za wyremontowanie kościoła pofranciszkańskiego na wniosek arcybiskupa Stanisława Gądeckiego papież Benedykt XVI nadał mu tytuł kapelana honorowego Jego Świątobliwości – prałata.
W 2014 na wniosek stowarzyszenia Wspólny Śrem za długoletnią posługę duszpasterską w Śremie i zasługi w ochronie śremskich zabytków otrzymał honorowe obywatelstwo Śremu.
W 2016 otrzymał patent oficerski za odbycie przymusowej służby wojskowej w jednostce kleryckiej.

## Odznaczenia i wyróżnienia
- Honorowy Członek Kurkowego Bractwa Strzeleckiego w Śremie
- Śremskie "Żyrafy Specjalne" (2013)[6]
- Honorowy Obywatel Śremu (2014)[7]
- Podporucznik rezerwy Wojska Polskiego (27-10-2016)[5][8]